# Tour de France 1960
Il Tour de France 1960, quarantasettesima edizione della Grande Boucle, si svolse in ventuno tappe tra il 26 giugno e il 17 luglio 1960, per un percorso di complessivi 4 173 chilometri. 
Fu vinto per la prima e unica volta dal passista-scalatore e discesista italiano Gastone Nencini (al primo ed unico podio nella corsa a tappe francese).
Il "Leone del Mugello", quarto corridore italiano ad imporsi nell'importante gara francese, concluse le sue fatiche sugli asfalti transalpini con il tempo di 112h08'42". 
Il passista-scalatore italiano Graziano Battistini (all'unico podio della carriera, peraltro all'esordio nella Grande Boucle), si piazzò al secondo posto della classifica generale. 
Prima di questa edizione del 1960, soltanto nel 1949 due corridori italiani (Fausto Coppi e Gino Bartali) avevano terminato ai primi due posti della classifica generale il Tour de France.
La terza posizione della classifica generale fu conseguita dal passista-scalatore belga Jan Adriaensens (al secondo e ultimo podio al Tour dopo un altro terzo posto da lui ottenuto nell'edizione del 1956).
L'italiano Imerio Massignan vinse la classifica degli scalatori, il francese Jean Graczyk la graduatoria a punti.

## Tappe
| Tappa  | Data      | Percorso                                              | km    | Vincitore di tappa   | Leader cl. generale |
| ------ | --------- | ----------------------------------------------------- | ----- | -------------------- | ------------------- |
| 1ª-1ª  | 26 giugno | Lilla > Bruxelles (BEL)                               | 108   | Julien Schepens      | Julien Schepens     |
| 1ª-2ª  | 26 giugno | Bruxelles (BEL) > Bruxelles (BEL) (cron. individuale) | 28    | Roger Rivière        | Gastone Nencini     |
| 2ª     | 27 giugno | Bruxelles (BEL) > Malo-les-Bains                      | 208   | René Privat          | Gastone Nencini     |
| 3ª     | 28 giugno | Malo-les-Bains > Dieppe                               | 209   | Nino Defilippis      | Joseph Groussard    |
| 4ª     | 29 giugno | Dieppe > Caen                                         | 211   | Jean Graczyk         | Henry Anglade       |
| 5ª     | 30 giugno | Caen > Saint-Malo                                     | 189   | André Darrigade      | Henry Anglade       |
| 6ª     | 1º luglio | Saint-Malo > Lorient                                  | 191   | Roger Rivière        | Jan Adriaenssens    |
| 7ª     | 2 luglio  | Lorient > Angers                                      | 244   | Graziano Battistini  | Jan Adriaenssens    |
| 8ª     | 3 luglio  | Angers > Limoges                                      | 240   | Nino Defilippis      | Jan Adriaenssens    |
| 9ª     | 4 luglio  | Limoges > Bordeaux                                    | 225   | Martin Van Geneugden | Jan Adriaenssens    |
| 10ª    | 5 luglio  | Mont-de-Marsan > Pau                                  | 228   | Roger Rivière        | Gastone Nencini     |
| 11ª    | 6 luglio  | Pau > Luchon                                          | 161   | Kurt Gimmi           | Gastone Nencini     |
| 12ª    | 7 luglio  | Luchon > Tolosa                                       | 176   | Jean Graczyk         | Gastone Nencini     |
| 13ª    | 8 luglio  | Tolosa > Millau                                       | 224   | Louis Proost         | Gastone Nencini     |
|        | 9 luglio  | giorno di riposo                                      |       |                      |                     |
| 14ª    | 10 luglio | Millau > Avignone                                     | 217   | Martin Van Geneugden | Gastone Nencini     |
| 15ª    | 11 luglio | Avignone > Gap                                        | 187   | Michel Van Aerde     | Gastone Nencini     |
| 16ª    | 12 luglio | Gap > Briançon                                        | 172   | Graziano Battistini  | Gastone Nencini     |
| 17ª    | 13 luglio | Briançon > Aix-les-Bains                              | 229   | Jean Graczyk         | Gastone Nencini     |
| 18ª    | 14 luglio | Aix-les-Bains > Thonon-les-Bains                      | 215   | Fernando Manzaneque  | Gastone Nencini     |
| 19ª    | 15 luglio | Pontarlier > Besançon (cron. individuale)             | 83    | Rolf Graf            | Gastone Nencini     |
| 20ª    | 16 luglio | Besançon > Troyes                                     | 229   | Pierre Beuffeuil     | Gastone Nencini     |
| 21ª    | 17 luglio | Troyes > Parigi                                       | 200   | Jean Graczyk         | Gastone Nencini     |
| Totale | Totale    | Totale                                                | 4 173 |                      |                     |

## Squadre e corridori partecipanti
| N.      | Cod.    | Squadra               |
| ------- | ------- | --------------------- |
| 1-14    | ESP     | Spagna                |
| 21-34   | BEL     | Belgio                |
| 41-54   | FRA     | Francia               |
| 61-74   | ITA     | Italia                |
| 81-88   | CHE/LUX | Svizzera/ Lussemburgo |
| 91-98   | NLD     | Paesi Bassi           |
| 101-108 | GER     | Germania Ovest        |

| N.      | Cod. | Squadra        |
| ------- | ---- | -------------- |
| 111-118 | INT  | Internazionali |
| 121-128 | GBR  | Gran Bretagna  |
| 131-138 | OVE  | Ovest          |
| 141-148 | ESE  | Est Sud-Est    |
| 151-158 | PNO  | Parigi Nord    |
| 161-168 | CMD  | Centro-Midi    |

## Resoconto degli eventi
Al Tour de France 1960 parteciparono 128 corridori in rappresentanza di 13 squadre nazionali e regionali; di essi 81 conclusero la corsa.
Il trionfatore Gastone Nencini vestì la maglia gialla dopo la seconda frazione, la semitappa di Bruxelles, cronometro individuale vinta da Roger Rivière. Il giorno dopo il toscano mantenne la leadership, ma poi la perse dopo una tappa vinta da Nino Defilippis. A metà Tour, al termine della tappa (decima) conclusasi a Pau, riconquistò il primato della classifica generale per mantenerlo poi fino a Parigi. In totale, pur non vincendo alcuna tappa, fu complessivamente maglia gialla in quattordici frazioni su ventidue.
Spicca in quest'edizione l'incidente che vide coinvolto Roger Rivière. Era la quattordicesima tappa e il ventiquattrenne francese si trovava secondo in classifica dietro Nencini. Nella discesa del Col de Perjuret, mentre stava cercando di riportarsi su Nencini – il quale, sfruttando le proprie doti di discesista, lo aveva distaccato già di circa 2 minuti – cadde rovinosamente in un dirupo: riportò la frattura della colonna vertebrale e rimase paralizzato alle gambe, dovendo porre fine alla carriera ciclistica. Al termine della Grande Boucle Nencini si presentò per il tradizionale trionfo al Parco dei Principi di Parigi, consegnando il mazzo di fiori del giro d'onore al commissario tecnico francese Bodet perché lo portasse allo sfortunato rivale. Rivière fino all'incidente si era aggiudicato tre tappe.
Dopo il trionfo Gastone Nencini non partecipò più al Tour de France; prima della vittoria vi aveva preso parte altre tre volte: ventiduesimo nel 1956, sesto nel 1957 e quinto nel 1958. Graziano Battistini ottenne il podio alla prima partecipazione al Tour de France, mentre Jan Adriaensens concluse nuovamente terzo, così come nell'edizione 1956.

## Classifiche finali

### Classifica generale - Maglia gialla
| Pos. | Corridore           | Squadra     | Tempo      |
| ---- | ------------------- | ----------- | ---------- |
| 1    | Gastone Nencini     | Italia      | 112h08'42" |
| 2    | Graziano Battistini | Italia      | a 5'02"    |
| 3    | Jan Adriaensens     | Belgio      | a 10'24"   |
| 4    | Hans Junkermann     | Ger. Ovest  | a 11'21"   |
| 5    | Jozef Planckaert    | Belgio      | a 13'02"   |
| 6    | Raymond Mastrotto   | Francia     | a 16'12"   |
| 7    | Arnaldo Pambianco   | Italia      | a 17'58"   |
| 8    | Henry Anglade       | Francia     | a 19'17"   |
| 9    | Marcel Rohrbach     | Centro-Midi | a 20'02"   |
| 10   | Imerio Massignan    | Italia      | a 23'28"   |

### Classifica a punti - Maglia verde
| Pos. | Corridore           | Squadra | Punti |
| ---- | ------------------- | ------- | ----- |
| 1    | Jean Graczyk        | Francia | 74    |
| 2    | Graziano Battistini | Italia  | 40    |
| 3    | Gastone Nencini     | Italia  | 36    |
| 4    | Nino Defilippis     | Italia  | 32    |
| 5    | André Darrigade     | Francia | 22    |

### Classifica scalatori
| Pos. | Corridore           | Squadra     | Punti |
| ---- | ------------------- | ----------- | ----- |
| 1    | Imerio Massignan    | Italia      | 56    |
| 2    | Marcel Rohrbach     | Centro-Midi | 54    |
| 3    | Graziano Battistini | Italia      | 44    |
| 4    | Kurt Gimmi          | Svizzera    | 36    |
| 4    | Gastone Nencini     | Italia      | 36    |

### Classifica a squadre
| Pos. | Squadra     | Punti      |
| ---- | ----------- | ---------- |
| 1    | Francia     | 335h43'43" |
| 2    | Italia      | a 13'36"   |
| 3    | Belgio      | a 1h03'01" |
| 4    | Spagna      | a 1h51'55" |
| 4    | Paesi Bassi | a 2h01'56" |